# أحمد كوده
أبو النصر أحمد كوده بن أغورلو محمد بن حسن قوصون (بالفارسية: احمد گوده بن اغورلو محمد بن اوزون حسن) وهو أحد سلاطين الآق قويونلو. حكم بعد أن أطاح بابن عمه رستم بن مقصود سنة 1497.
أحمد كوده حفيد لحسن قوصون ومحمد الفاتح، وهو ابن أغورلو محمد وجوهر سلطان، قضى أغلب طفولته في إسطنبول.
جاء إلى السلطة في عام 1497 بمساعدة أيبه سلطان، بالمقابل أعطاه ولاية كرمان، وأعطى كاظم بك ولاية فارس.
عندما وصل إلى السلطة، حاول تنفيذ إصلاحات ضريبية وإلغاء ما يصل إلى عشرين من الضرائب والرسوم. كانت أيضا علامة على إعاقة تطور الاقتصاد والتجارة. نهج أحمد كوده النهج العثماني، وكان على وشك تحويل السلطة إلى سلطة مركزية ويهدف لتجديد الجيش وفقًا للأسلوب العثماني. كان كاظم بك وأيبه سلطان يخشيان هذه الإصلاحات ودعوا مراد من شرفان. هُزم أحمد كوده وقتل بالقرب من أصفهان في ديسمبر 1497.